# Vampires en toute intimité
Pour plus de détails, voir Fiche technique et Distribution.
Vampires en toute intimité (What We Do in the Shadows) est une comédie horrifique néo-zélandaise co-écrite et co-réalisée par Taika Waititi et Jemaine Clement, sortie en 2014. Waititi et Clement font également partie des principaux interprètes.
Ce faux documentaire est projeté en avant-première en janvier 2014 au festival du film de Sundance. La version française est écrite et dirigée par les spécialistes du détournement Nicolas et Bruno,, avec notamment les voix d'Alexandre Astier, Fred Testot et Bruno Salomone pour le doublage.

## Synopsis
Quatre vampires habitent en colocation à Wellington, en Nouvelle-Zélande (ou à Limoges selon la VF) : Viago (379 ans ; Aymeric en VF), Deacon (235 ans ; Miguel en VF), Vladislav (862 ans ; Geoffroy en VF), Petyr (8 000 ans ; Bernard en VF). Ils sont ensuite rejoints par Nick (JC en VF), 2 mois après avoir été mordu par Petyr.
Durant les mois qui précèdent le « Unholy Masquerade » (Le Bal de la mort en VF), un événement organisé tous les treize ans, ils partagent, face à la caméra, leur condition de vampire et les problèmes sociaux que cela leur pose au XXIe siècle. Ils évoquent par exemple la participation de chacun aux corvées ménagères, la discrétion sur leurs agissements ou l'approvisionnement en nourriture « humaine », qui font partie de leur quotidien. D'autres aspects de la vie de vampire sont dévoilés : qu'arrive-t-il quand des vampires croisent des loups-garous ? Comment se respecter en tant que vampire quand on a perdu son pouvoir de persuasion ? Peut-on avoir un ami humain sans avoir envie de le « consommer » ? Comment tirer parti d'Internet quand on est un vampire né il y a des centaines d'années ?
Ces vampires tentent de s'acclimater à leur époque sans pour autant avoir les bonnes réponses.

## Fiche technique

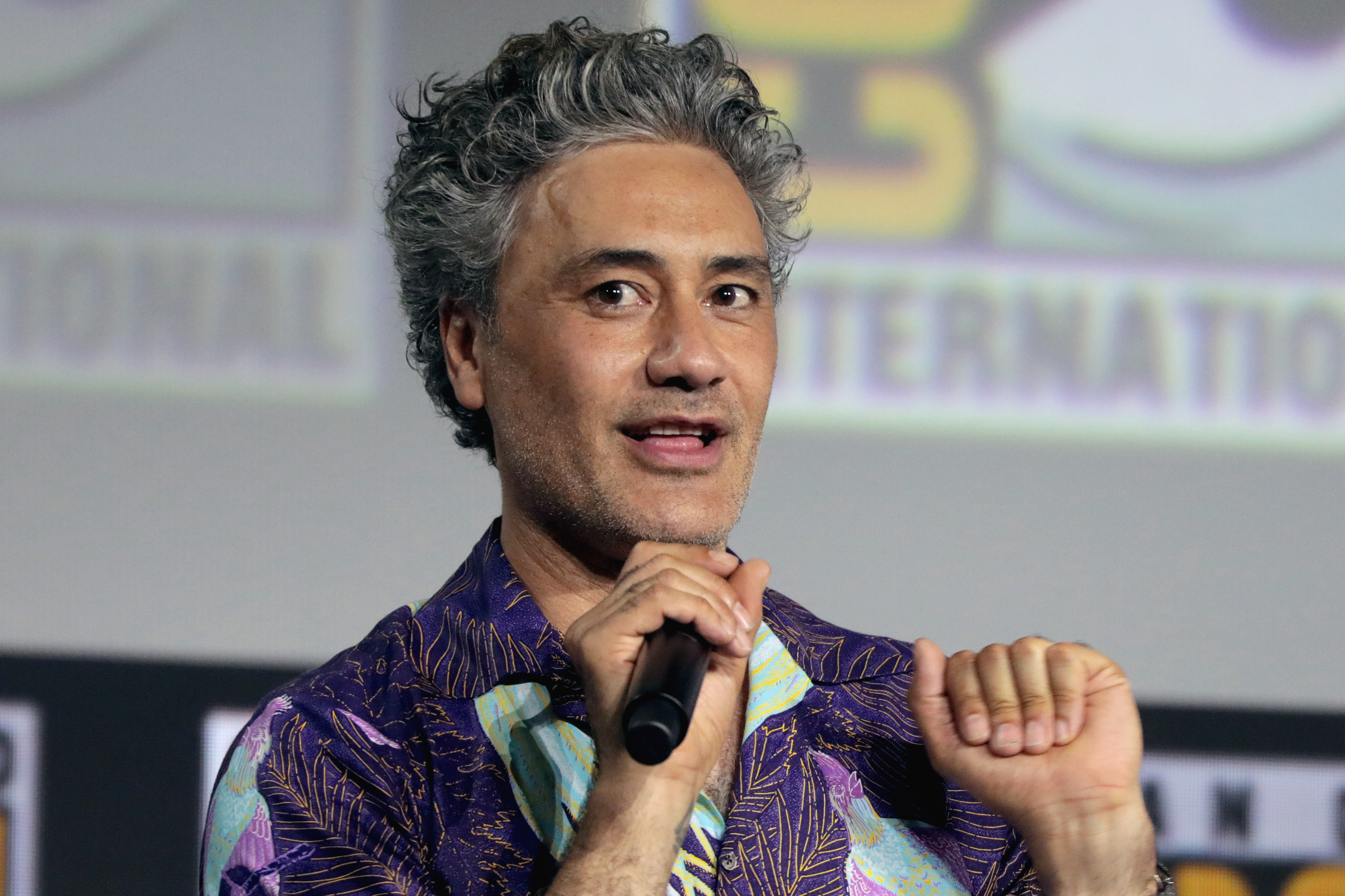
Taika Waititi au Comic Con International 2019 de San Diego.

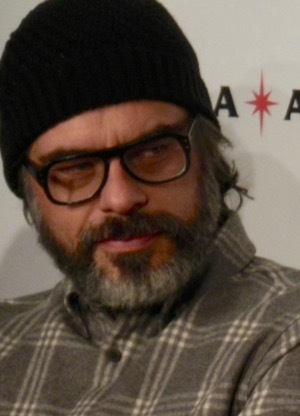
Jemaine Clement en 2018

- Titre original : What We Do in the Shadows
- Titre français : Vampires en toute intimité[1]
- Réalisation et scénario : Taika Waititi et Jemaine Clement
  - Écriture et direction de la version française originale[3] : Nicolas Charlet et Bruno Lavaine
- Direction de la photographie : Richard Bluck et D.J. Stipsen
- Montage : Tom Eagles, Yana Gorskaya et Jonathan Woodford-Robinson
- Décors : Ra Vincent
- Production : Taika Waititi, Jemaine Clement et Chelsea Winstanley
  - Coproduction : Pamela Harvey-White et Jemaine Clement
  - Production déléguée : Jemaine Clement
- Sociétés de production : Unison Films, Funny or Die et New Zealand Film Commission
- Sociétés de distribution : Madman Entertainment (Australie) ; Wild Bunch (France)
- Pays de production :  Nouvelle-Zélande
- Langue originale : anglais
- Genre : comédie horrifique, fantastique - Faux documentaire
- Durée : 85 minutes
- Dates de sortie :
  - États-Unis : 19 janvier 2014 (festival de Sundance)
  - Nouvelle-Zélande : 19 juin 2014 (Embassy Theatre)
  - France : 30 octobre 2015 (en e-cinéma ; version française)
  - Suisse : 6 juillet 2014 (Festival international du film fantastique de Neuchâtel 2014) (première sortie en francophonie en langue anglaise)
- Classification : interdit aux moins de 12 ans[Où ?]

## Distribution
- Taika Waititi (VF : Bruno Lavaine) : Viago (Aymeric en VF)
- Jemaine Clement (VF : Alexandre Astier) : Vladislav (Geoffroy en VF)
- Jonathan Brugh (VF : Fred Testot) : Deacon (Miguel en VF)
- Cori Gonzales-Macuer (VF : Bruno Salomone) : Nick (JC en VF)
- Stuart Rutherford (VF : Nicolas Charlet) : Stu, l'ami humain de Nick (Gilles en VF)
- Jackie van Beek (en) (VF : Zabou Breitman) : Jackie, une humaine dont le maître est Deacon (Christine en VF)
- Ben Fransham (en) : Petyr (Bernard en VF)
- Rhys Darby : Anton, le mâle alpha des loups-garous
- Elena Stejko (en) (VF : Julie Ferrier) : Pauline Ivanovich ou « The Beast » (« La Bête » en VF)
- Jason Hoyte (en) (VF : Jérémie Elkaïm) : Julian, le nouveau petit ami de Pauline
- Karen O'Leary (en) : O'Leary, la policière
- Mike Minogue (en) : Minogue, le policier

## Production
Le film est basé sur un court métrage du même nom réalisé par Taika Waititi et Jemaine Clement en 2006. Le film a été tourné à Wellington en septembre 2012 et il succède au long métrage Boy de Waititi, sorti en 2010,.

## Accueil

### Sortie
Le film a fait l'objet d'une sortie limitée le 13 février 2015 à New York et Los Angeles, suivi de projections à San Francisco, Irvine, Philadelphie, Boston, Seattle et Washington.
Il sort en France en e-cinéma le 30 octobre 2015.

### Accueil critique
Le film a reçu de nombreuses critiques positives. What We Do in the Shadows a eu l'appréciation « Certifié frais » (« Certified Fresh ») avec un score de 96 % sur Rotten Tomatoes, basé sur 118 commentaires et avec une note moyenne de 7.8/10. Les Critics Consensus disent « Plus fin, plus frais et plus drôle qu'aucun film de vampire moderne ne saurait l'être, What We Do in the Shadows est sang-pour-sang divertissant. » (« Smarter, fresher, and funnier than a modern vampire movie has any right to be, What We Do in the Shadows is bloody good fun »). Le film a également obtenu une note de 75/100 sur le site Metacritic basé sur 31 critiques avec l'appréciation « avis favorable en général » (generally favourable reviews) et a reçu une note de 8.3/10 de la part du public, basée sur 54 critiques.
Fearnet a qualifié le film de « grande comédie de vampire ». De même, le Film School Rejects a écrit une critique majoritairement positive, mais faisant remarquer les moments les plus « larges » du film sont tombés à plat, mais l'a comparé favorablement à un documentaire parodique, comme le film Bêtes de scène. Le film a été chaleureusement accueilli par les journaux du Royaume-Uni, comme The Guardian et son critique de cinéma Peter Bradshaw, qui décrit l'œuvre comme la « meilleure comédie de l'année ». Le critique Tim Robey du magazine The Daily Telegraph trouve le film « désespérément drôle ».

## Autour du film

### Série
En 2016 Jemaine Clement et Taika Waititi révélèrent le projet Wellington Paranormal, série se basant sur les personnages des officiers  O'Leary et Minogue présents dans le film.
En janvier 2018, la chaîne américaine FX annonce la commande d'un épisode pilote de 90 minutes pour l'adaptation du film en série par Jemaine Clement et Taika Waititi . La diffusion commence le 27 mars 2019 sur ce canal.